# Orquídeas
Orquídeas (с англ. — «Орхидеи») — четвёртый студийный альбом колумбийско-американской певицы Кали Учис, вышедший 12 января 2024 года на лейбле Geffen Records. Это её второй испаноязычный альбом. В альбоме приняли участие Peso Pluma, El Alfa, JT, Кароль Джи и Rauw Alejandro.
После выхода Orquídeas стал для Учис самым успешным альбомом в основном американском хит-параде Billboard 200, дебютировав на втором месте с тиражом в 69 000 альбомных единиц.

## Об альбоме
21 апреля 2022 года Учис сообщила Billboard, что у неё готовы два альбома, один на английском, другой на испанском .
В июле 2023 года Учис объявила о «новой эре» в своей музыке, а также о новом сингле под названием «Muñekita» с доминиканским рэпером El Alfa и американской рэперши Джей Ти (JT) из женского хип-хоп дуэта City Girls из Майами в качестве первого сингла для её предстоящего альбома. Сингл был выпущен 4 августа 2023 года. 11 октября 2023 года Учис объявила, что её четвёртый студийный альбом под названием Orquídeas будет выпущен 12 января 2024 года, а также показала обложку альбома. 16 октября 2023 года она анонсировала второй сингл альбома «Te Mata», который был выпущен 20 октября 2023 года вместе с музыкальным видео. Третий и последний сингл альбома «Labios Mordidos» с колумбийской певицей Karol G был выпущен 24 ноября 2023 года вместе с музыкальным видео.

## Отзывы
| Совокупная оценка | Совокупная оценка |
| Источник          | Оценка            |
| ----------------- | ----------------- |
| AnyDecentMusic?   | 7.8/10            |
| Metacritic        | 88/100            |
| Оценки критиков   |                   |
| Источник          | Оценка            |
| AllMusic          | [ 20 ]            |
| Clash             | 8/10              |
| Evening Standard  | [ 22 ]            |
| The Guardian      | [ 23 ]            |
| NME               | [ 24 ]            |
| The Observer      | [ 25 ]            |
| Paste             | 8.9/10            |
| Pitchfork         | 8.4/10            |
| PopMatters        | 9/10              |
| The Skinny        | [ 28 ]            |

Альбом получил положительные отзывы музыкальных критиков и интернет-изданий.
На сайте Metacritic, который присваивает нормализованный рейтинг из 100 баллов рецензиям основных изданий, альбом получил средний балл 88 на основе 14 рецензий, что свидетельствует о всеобщем признании. Рецензируя альбом для AllMusic, Том Джурек заключил, что «Учис остаётся верной себе, неустанно расширяя стилистику своей музыки, охватывая прошлое как инструктор для настоящего. Это так же эстетически привлекательно, как и музыкально авантюрно».

### Итоговые годовые списки
| Публикация/критик | Список                      | Ранг | Ссылка |
| ----------------- | --------------------------- | ---- | ------ |
| Billboard         | Best Albums of 2024         | 11   | [ 30 ] |
| Complex           | The 50 Best Albums of 2024  | 49   | [ 31 ] |
| Time Out          | The Best Albums of 2024     | 12   | [ 32 ] |
| Uncut             | 80 Best Albums of 2024      | 77   | [ 33 ] |
| Pitchfork         | The 50 Best Albums of 2024  | 36   | [ 34 ] |
| Paste             | The 100 Best Albums of 2024 | 65   | [ 35 ] |
| Rolling Stone     | The 100 Best Albums of 2024 | 96   | [ 36 ] |
| Slant             | The 50 Best Albums of 2024  | 17   | [ 37 ] |
| KCRW              | The 30 Best Albums of 2024  | 27   | [ 38 ] |

## Награды и номинации
| Организация                  | Год  | Категория                   | Результат | Ссылка |
| ---------------------------- | ---- | --------------------------- | --------- | ------ |
| Latin American Music Awards  | 2024 | Favorite Pop Album          | Победа    | [ 39 ] |
| Billboard Latin Music Awards | 2024 | Latin Pop Album of the Year | Победа    | [ 40 ] |
| Latin Grammy Awards          | 2024 | Best Pop Vocal Album        | Номинация | [ 41 ] |
| Grammy Awards                | 2025 | Best Latin Pop Album        | Номинация | [ 42 ] |

## Коммерческий успех
После выхода Orquídeas стал для Кали Учис самым успешным альбомом в основном американском хит-параде Billboard 200, дебютировав на втором месте с тиражом в 69 000 альбомных единиц. Кали Учис завоевала свой первый № 1 в чарте Billboard Top Album Sales (от 27 января), так как альбом Orquídeas возглавил список с самой большой неделей продаж — 31 000 традиционных копий, проданных в США за неделю, закончившуюся 18 января, по данным Luminate. Из них 10 000 компакт-дисков (CD), 1 000 цифровых копий, а 20 000 пришлось на виниловые издания — это самая большая неделя для испаноязычного альбома на виниле с тех пор, как Luminate начал отслеживать продажи в 1991 году. Альбом также занял первое место в рейтинге виниловых альбомов (Vinyl Albums), первое место в рейтинге лучших латиноамериканских альбомов Top Latin Albums (это ее первый лидер) и второе место в Billboard 200. Продажи альбома были подкреплены его доступностью в семи вариантах винила и четырех изданиях CD, включая эксклюзивные версии, продающиеся в независимых музыкальных магазинах, Target, Urban Outfitters и веб-магазине музыканта.

## Orquídeas Parte 2
Orquídeas Parte 2 — переиздание Orquídeas, выпущенное 9 августа 2024 года на Capitol Records, спустя почти 7 месяцев после выхода оригинального альбома. В интервью KRRL в апреле 2024 года Учис выразила заинтересованность в потенциальном создании делюкс-версии альбома на основе оставшихся демо-записей. В августе 2024 года Учис сообщила, что переиздаст альбом с тремя песнями, не вошедшими в оригинальный альбом, а также ремиксом на песню «Young, Rich & In Love» при участии Kaytranada.

## Список композиций
| №                   | Название                                       | Автор(ы) | Продюсеры                                                             | Длительность |
| ------------------- | ---------------------------------------------- | --- | --------------------------------------------------------------------- | ------------ |
| 1.                  | «¿Cómo Así?»                                   | Karly-Marina Loaiza Mark Spears Matthew Bernard Carter Lang                                                                              | Lang Sounwave                                                         | 2:49         |
| 2.                  | «Me Pongo Loca»                                | Loaiza Bernard Spears Richard Isong Samuel Awuku                                                                                         | Sounwave P2J Sammy Soso Austen Jux-Chandler [a] [v]                   | 2:57         |
| 3.                  | «Igual Que Un Ángel» (вместе с Peso Pluma)     | Loaiza Manuel Lorente Lang Dylan Wiggins                                                                                                 | Lang Wiggins Jux-Chandler [a] Jean Rodríguez [v]                      | 4:20         |
| 4.                  | «Pensamientos Intrusivos»                      | Loaiza Lang Nolan Lambroza Westen Weiss                                                                                                  | Lang Sir Nolan Weiss Jux-Chandler [a]                                 | 3:12         |
| 5.                  | «Diosa»                                        | Loaiza Bernard Victor Ekpo Spears Isong Awuku Ayanna                                                                                     | Sounwave P2J Sammy Soso Jux-Chandler [a]                              | 2:36         |
| 6.                  | «Te Mata»                                      | Loaiza Manuel Lara Josh Crocker Julián Bernal                                                                                            | Kali Uchis Lara Crocker Bernal                                        | 3:52         |
| 7.                  | «Perdiste»                                     | Loaiza Spears Isong | Sounwave P2J                                                          | 2:24         |
| 8.                  | «Young Rich & in Love»                         | Loaiza Jakob Rabitsch Irvin Mejia | Yakob Pasqué                                                          | 3:18         |
| 9.                  | «Tu Corazón Es Mío...»                         | Loaiza Lara Rabitsch Mejia | Lara Yakob Pasqué                                                     | 2:45         |
| 10.                 | «Muñekita» (вместе с El Alfa и JT)             | Loaiza Emanuel Herrera Batista Jatavia Johnson Chael Betances Hector Mazzarri Francisco Briceño Villa Lorna Aponte Acosta Rodney Donalds | Mazzarri FABV Jux-Chandler [v]                                        | 3:39         |
| 11.                 | «Labios Mordidos» (вместе с Karol G)           | Loaiza Carolina Giraldo Navarro Cristina Chiluiza Brandon Cores Lara Alberto Melendez                                                    | Lara Albert Hype Jux-Chandler [a]                                     | 3:15         |
| 12.                 | «No Hay Ley Parte 2» (вместе с Rauw Alejandro) | Loaiza Raúl Ocasio Ruiz Chiluiza Servando Primera Mussett Cristian Salazar Pablo Díaz-Reixa Jack Latham Marcos Masís                     | Uchis El Guincho Jam City Ovy on the Drums Geeneus Tainy Yakob Pasqué | 3:08         |
| 13.                 | «Heladito»                                     | Loaiza | Crocker Jux-Chandler [a]                                              | 2:24         |
| 14.                 | «Dame Beso/Muévete»                            | Loaiza Martin Rodríguez Vicente Giancarlo Calderon Guillermo Parra                                                                       | Cromo X Gil Produc [c] Polo Parra [c] Jux-Chandler [a]                | 3:35         |
| Общая длительность: | Общая длительность:                            | Общая длительность: | Общая длительность:                                                   | 44:14        |

Замечания
- ↑  сопродюсер.
- ↑  дополнительный продюсер.
- ↑  вокальный продюсер.

## Позиции в чартах

### Еженедельные чарты
| Чарт (2024)                          | Высшая позиция |
| ------------------------------------ | -------------- |
| Бельгия/Фландрия (Ultratop)          | 25             |
| Бельгия/Валлония (Ultratop)          | 75             |
| Канада (Canadian Albums Chart)       | 56             |
| Нидерланды (Album Top 100)           | 34             |
| Германия (Offizielle Top 100)        | 47             |
| Литва (AGATA)                        | 57             |
| Новая Зеландия (RMNZ)                | 39             |
| Швейцария (Schweizer Hitparade)      | 13             |
| Великобритания (UK Albums Chart)     | 99             |
| Великобритания (UK R&B Albums Chart) | 5              |
| США (Billboard 200)                  | 2              |
| США (Billboard Latin Pop Albums)     | 1              |
| США (Billboard Top Latin Albums)     | 1              |